# Hässjeholm (vid Pensar, Nagu)
Hässjeholm är en ö nära Pensar i Nagu,  Finland.   Den ligger i Pargas stad i den ekonomiska regionen  Åboland  och landskapet Egentliga Finland. Ön ligger omkring 1 kilometer sydväst om Pensar, omkring 12 kilometer sydost om Nagu kyrka,  35 kilometer söder om Åbo och 160 km väster om Helsingfors. Närmaste allmänna förbindelse är förbindelsebryggan vid Pensar som trafikeras av M/S Nordep.